# Debraď
Debraď (bis 1927 slowakisch „Debrač“; ungarisch Debrőd – im 19. Jahrhundert auch Jászódebrőd) ist eine Gemeinde im Osten der Slowakei mit 400 mehrheitlich Ungarisch sprechenden Einwohnern (Stand 31. Dezember 2024). Sie liegt im Okres Košice-okolie, einem Teil des Košický kraj.

## Geografie
Die Gemeinde liegt etwa 20 Kilometer westlich der Großstadt Košice und ca. zwölf Kilometer nördlich der ungarischen Grenze. Das knapp 24 km² große Gemeindegebiet umfasst den östlichsten Abschnitt des Slowakischen Karstes und dehnt sich nach Osten bis über das Flusstal der Bodva aus (Ortsteil Hatiny). Der Kernort liegt auf einem Plateau über dem Bodvatal, das nach Osten teils steil, teils terrassenförmig abfällt. Die Rodungsinsel Debraď ist von bewaldeten Höhen umgeben (Lipová hora 376 m n.m., Koňcový košiar 463 m n.m., Vapenný vrch 478 m n.m.). Östlich der Bodva ist das Gelände flacher. Es wird von Ackerflächen, aber auch von Mischwäldern beherrscht.

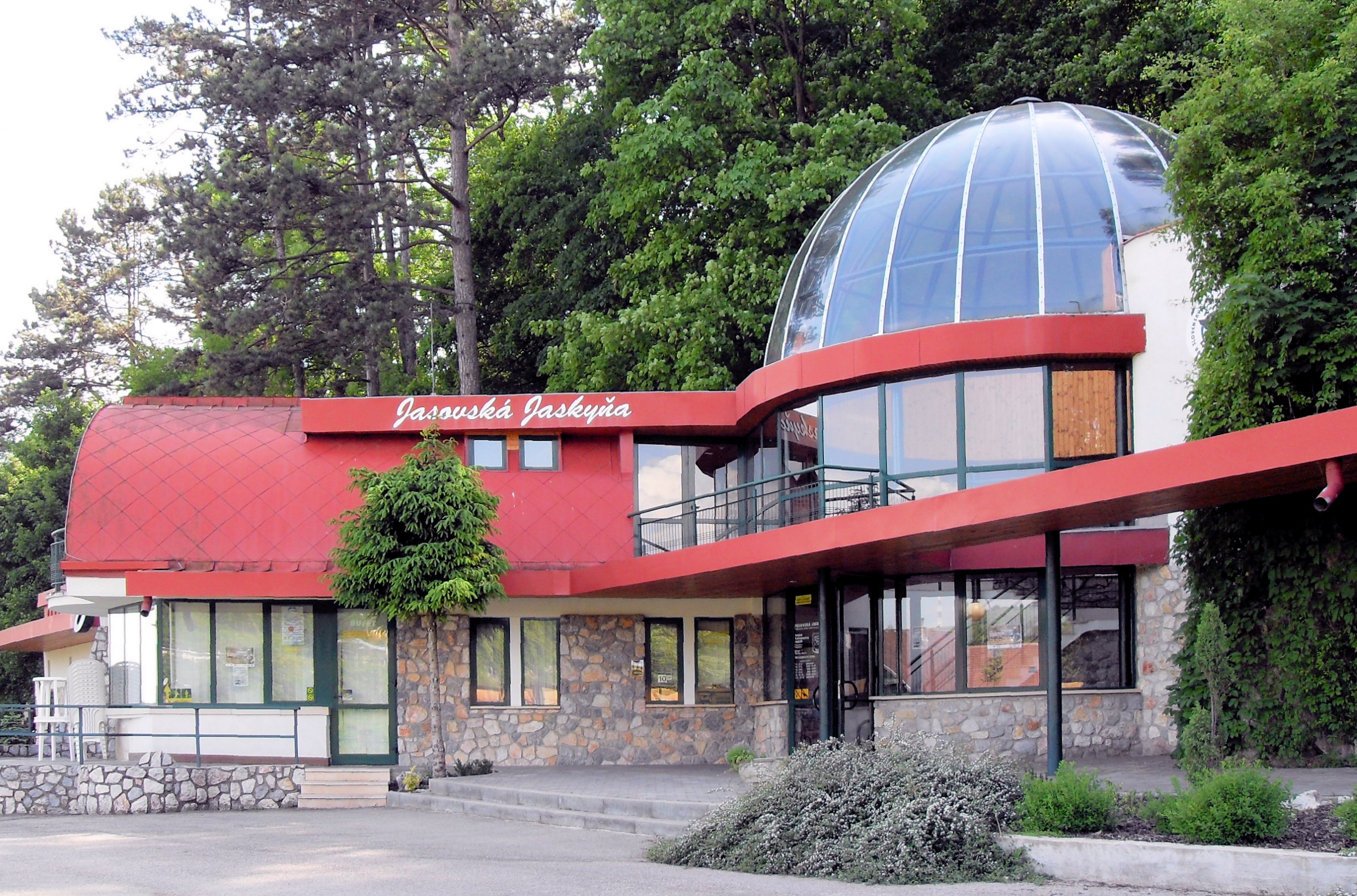
Eingangsbereich der Jossauer Höhle

Eine Besonderheit sind die fünf Höhlen in der unmittelbaren Umgebung von Debraď – alle am steilen karstigen Westufer der Bodva gelegen. Die bekannteste ist die Jossauer Höhle (Jasovská jaskyňa), bereits auf dem Gemeindegebiet von Jasov.
Nachbargemeinden von Debraď sind Jasov im Norden, Rudník im Nordosten, Paňovce im Osten, Mokrance im Südosten, Moldava nad Bodvou im Süden, Drienovec im Südwesten, Turňa nad Bodvou im Westen sowie Hačava (Berührungspunkt) und Medzev (Berührungspunkt) im Nordwesten.

## Geschichte
1255 tauchte Debraď erstmals in einer Besitzurkunde des Prämonstratenser-Klosters Jasov als Debragh auf, unter dessen Herrschaft das Dorf mit Unterbrechungen bis 1848 blieb.
Im 14. Jahrhundert siedelten sich Bauern aus dem nahen Moldava an, die auch den Weinanbau mitbrachten.
Ab 1436 meldeten Nádasdi István und Hangoni László, die Herren der Burg Tornau, Besitzansprüche an Ländereien in und um Debraď an, die sie mit ihren Söhnen zwei Jahre später umsetzten, indem sie sich auf Raubritterart Wälder, Felder und Wiesen aneigneten. Erst 1447 kehrte Debraď wieder in den Besitz des Klosters Jasov zurück. In den folgenden Jahrzehnten wechselten die Besitzverhältnisse unter dem regionalen Landsadel noch recht häufig.
Während des Aufstandes gegen die Habsburger und einer grassierenden Pestepidemie verließen viele Bewohner das Dorf Debraď. Nach der Vertreibung der Türken 1715 wurde das Dorf von südungarischen Bauern aus der Gegend um Szeged neu besiedelt, deren Nachkommen noch heute den Szegeder Dialekt sprechen.
Die erste römisch-katholische Schule wurde 1734 eröffnet.
Im Jahr 1828 zählte man in Debraď 657 Einwohner in 93 Häusern, für 1851 wurden 659 rein katholische Einwohner genannt. 1866 wurde das Gemeindegebiet um einige Flächen östlich der Bodva erweitert. Im Jahr 1900 war die Bevölkerung des Dorfes auf 724 angestiegen. Ein Großbrand zerstörte 1911 weite Teile des Dorfes. Beim Wiederaufbau bekam Debraď ein neues Wasserver- und Entsorgungssystem.
Im Ersten Weltkrieg kamen neun Soldaten aus Debraď um. Weitere 14 Dorfbewohner verloren 1918 bei Kampfhandlungen vor Ort ihr Leben, als das Dorf von Truppen der Ungarischen Räterepublik unter Béla Kun besetzt wurde. Nach den Bestimmungen des Vertrages von Trianon wurde Debraď Teil der Tschechoslowakei. Nach dem Ersten Wiener Schiedsspruch gehörte das Dorf zwischen 1938 und 1945 noch einmal zu Ungarn.
Die kurvenreiche Straße von Debraď hinab zum Ortsteil Hatiny an der Bodva wurde 1939 gebaut. Am Gründonnerstag des Jahres 1944 wurde der Kirchturm vom Blitz getroffen, dabei starben vier Gläubige, mehr als zehn wurden verletzt.
Nach Ende des Zweiten Weltkrieges musste die ungarische Schule schließen. Viele Bewohner verließen Debraď in Richtung Ungarn, einige wurden zur Zwangsarbeit nach Tschechien verschleppt. Erst 1948 endete die politische Ächtung und Verfolgung der Ungarn.
1950 begann auch in Debraď die Kollektivierung der Landwirtschaft. In den darauffolgenden Jahren konnten einige Infrastrukturprojekte erfolgreich abgeschlossen werden. Dazu zählten das neue Gemeindezentrum (1977), die Asphaltierung aller Nebenstraßen (1988) sowie die neue Wasserversorgung (1993).
Im Jahr 2000 wurde im Ortsteil Hatiny eine Kalkbrennerei eröffnet, die die alte Handwerkstradition des Kalkbrennens im Ort fortsetzt, den Kalksandstein aber aus umliegenden Steinbrüchen bezieht.

## Bevölkerung
| Jahr:                | 1994. | 2004.   | 2014.   | 2024.   |
| -------------------- | ----- | ------- | ------- | ------- |
| Anzahl der Personen: | 389   | 380     | 384     | 400     |
| Unterschied:         |       | -2,31 % | +1,05 % | +4,16 % |

| Jahr:                | 2023. | 2024.   |
| -------------------- | ----- | ------- |
| Anzahl der Personen: | 409   | 400     |
| Unterschied:         |       | -2,20 % |

Nach den Ergebnissen der Volkszählung 2001 lebten in Debraď 391 Einwohner, davon 69 % Ungarn und 30 % Slowaken.
88,7 % der Bewohner bekannten sich zur römisch-katholischen Kirche.

## Sehenswürdigkeiten

Pfarrkirche St. Peter und Paul in Debraď

- Römisch-katholische Kirche St. Peter und Paul (Farský kostol sv. apoštolov Petra a Pavla) am Nordostrand des Dorfes[6]
- Quelle St. Ladislaus, die laut Legende vom Huf des Pferdes des Hl. Ladislaus freigescharrt worden sein soll, als seine Armee kurz vor dem Verdursten war. Nahe der Quelle stand früher eine Kirche, heute als Wallfahrtsort ein Hain mit einer Skulptur Ladislaus’
- Kapelle der Heiligen Dreifaltigkeit (Kaplnka Svätej trojice)

## Wirtschaft und Infrastruktur
Einen wichtigen Erwerbszweig bildet in Debraď seit vielen Generationen die Landwirtschaft – hier insbesondere die Viehhaltung. Neben der Forstwirtschaft und dem Dienstleistungsgewerbe spielt die Kalkbrennerei eine wichtige Rolle. Einige Bewohner pendeln in die nahen Städte Moldava nad Bodvou und Košice.
In Debraď gibt es einen Kindergarten, eine Grundschule, eine Bibliothek und ein kleines Lebensmittelgeschäft.
Durch den Osten der Gemeinde Debraď führt die Landesstraße 550, die das obere Bodvatal erschließt, von Medzev nach Moldava nad Bodvou. Dort besteht Anschluss an die Fernstraße 50 (hier auch Teil der Europastraße 58) von Košice über Rožňava nach Bratislava. Nach Medzev und Moldava nad Bodvou bestehen regelmäßige Busverbindungen. Parallel zur Landesstraße 550 verläuft seit 1894 die eingleisige Bahnstrecke Moldava nad Bodvou–Medzev mit einer Haltestelle im Debraďer Ortsteil Hatiny. Seit 2003 wird die Strecke nur noch für den Güterverkehr genutzt.

## Belege
1. ↑  Hustota obyvateľstva - obce [om7014rr_obc=AREAS_SK, v_om7014rr_ukaz=Rozloha (Štvorcový meter)]. Statistical Office of the Slovak Republic, 31. März 2025, abgerufen am 31. März 2025 (slowakisch).
2. ↑  Počet obyvateľov podľa pohlavia - obce (ročne) [om7101rr_obce=AREAS_SK]. Statistical Office of the Slovak Republic, 31. März 2025, abgerufen am 31. März 2025 (slowakisch).
3. ↑  Geschichtsabriss auf www.debrad.sk. Abgerufen am 28. März 2013 (slowakisch).
4. 1 2  Počet obyvateľov podľa pohlavia - obce (ročne) [om7101rr_obce=AREAS_SK]. Statistical Office of the Slovak Republic, 31. März 2025, abgerufen am 31. März 2025 (slowakisch).
5. ↑  Statistische Daten auf statistics.sk/mosmis (Seite nicht mehr abrufbar, festgestellt im April 2018. Suche in Webarchiven)  Info: Der Link wurde automatisch als defekt markiert. Bitte prüfe den Link gemäß Anleitung und entferne dann diesen Hinweis. (slowakisch)
6. ↑  Kirche auf www.dokostola.sk. Abgerufen am 25. März 2013 (slowakisch).